# Cis pumilio
Cis pumilio es una especie de coleóptero de la familia Ciidae.

## Distribución geográfica
Habita en Chipre.